# Balantiopteryx infusca
Balantiopteryx infusca is een zoogdier uit de familie van de schedestaartvleermuizen (Emballonuridae). De wetenschappelijke naam van de soort werd voor het eerst geldig gepubliceerd door Thomas in 1897.

## Voorkomen
De soort komt voor in Ecuador en Colombia.